# کیارا د لوکا
کیارا د لوکا (ایتالیایی: Chiara de Luca) بازیگر ایتالیایی-فرانسوی است.
از فیلم‌هایی که وی در آنها نقش داشته است می‌توان به مبارزه‌ی چاقویی اشاره کرد.